# Amtrak

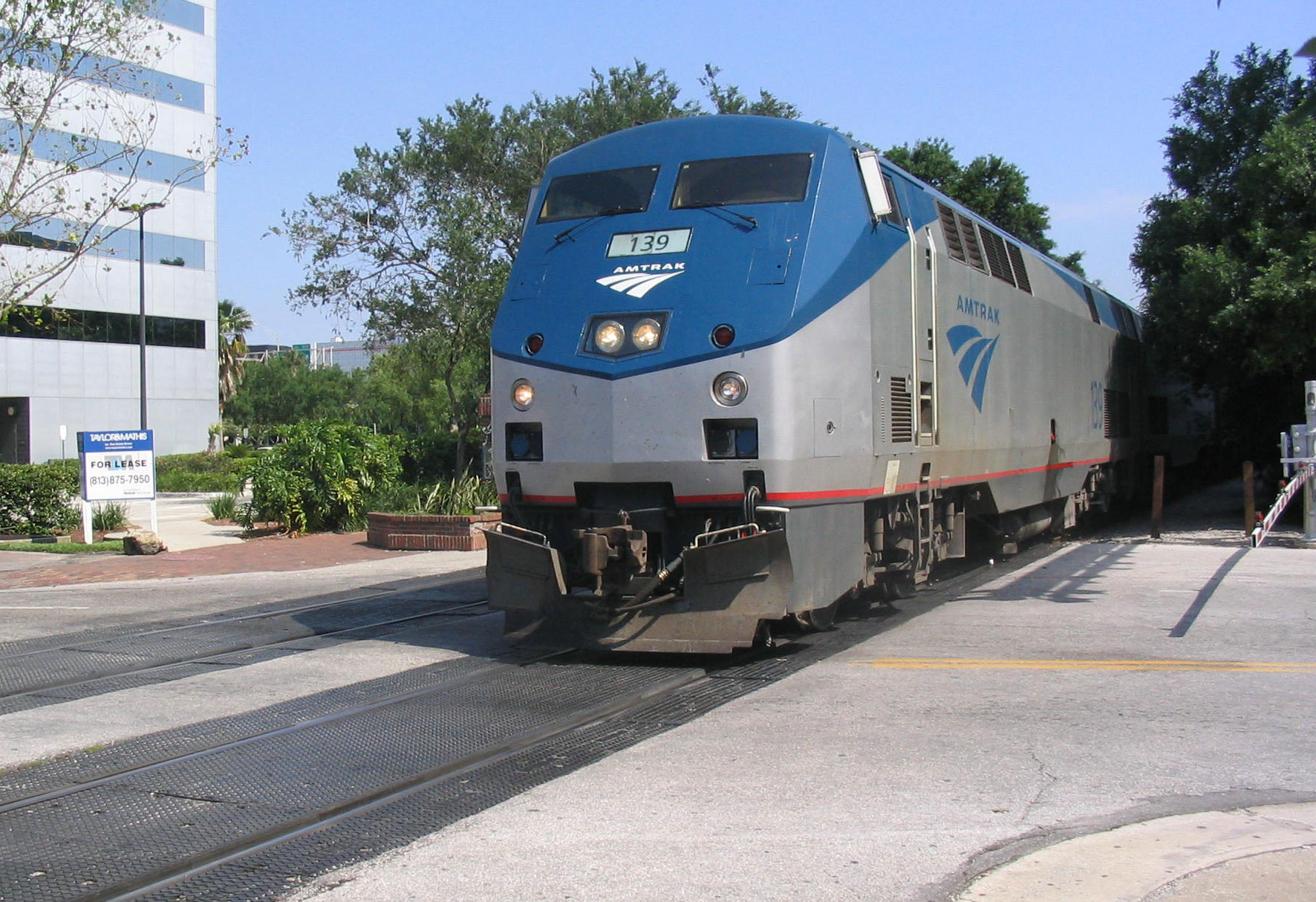
Pociąg Amtraku w centrum Orlando

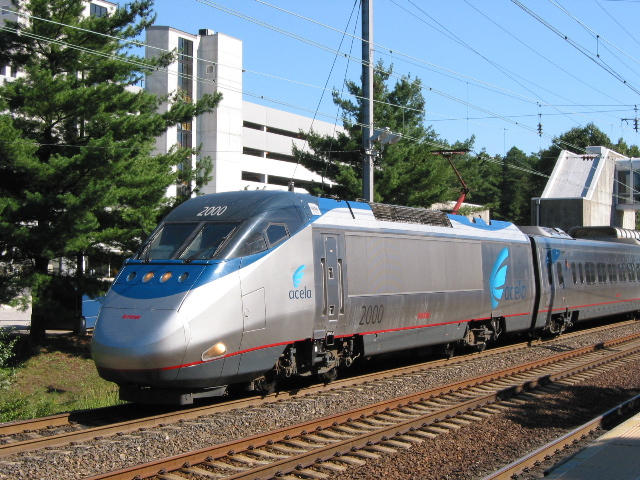
Pociąg Amtrak Acela Express na stacji Baltimore – Washington – International Airport

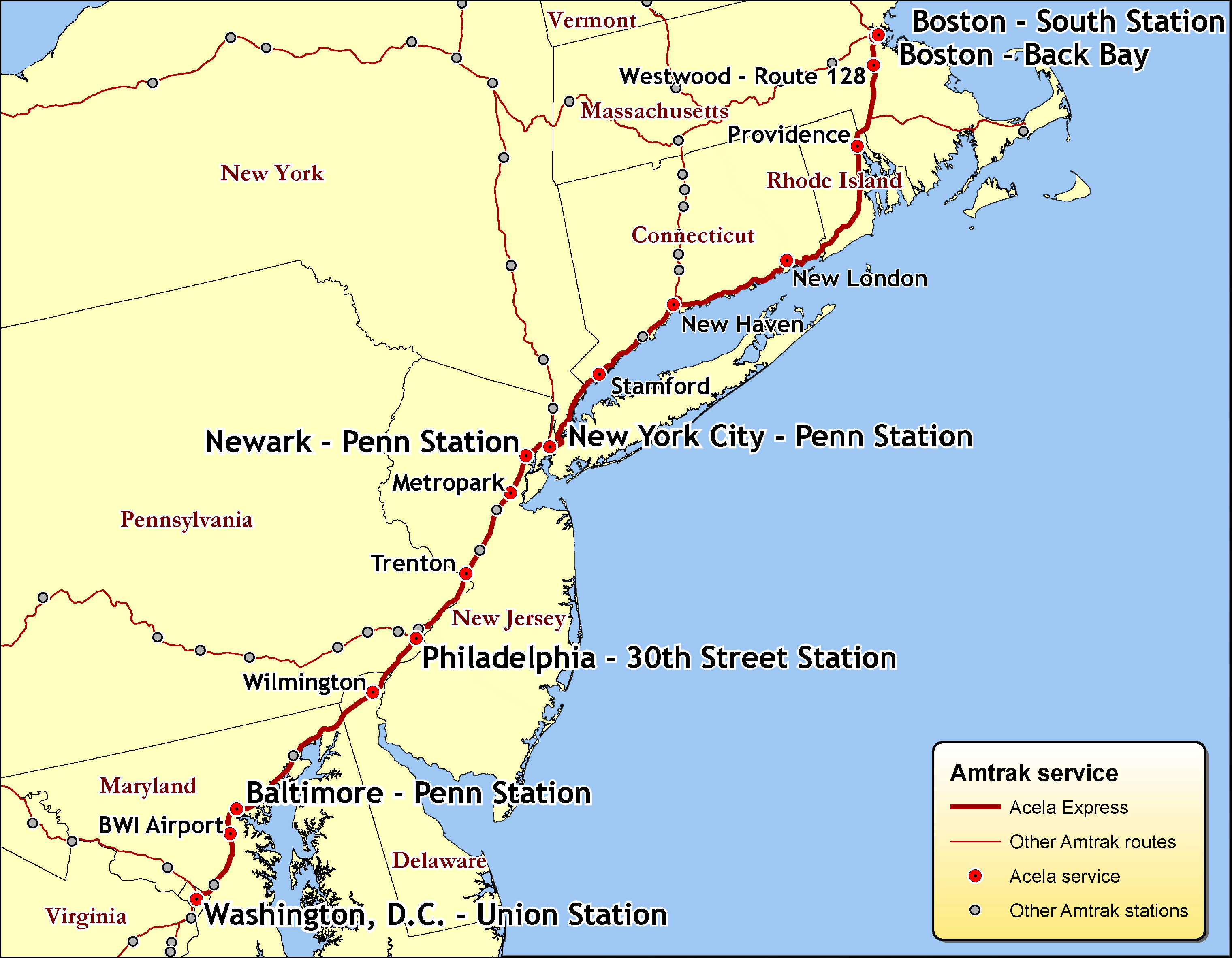
Mapa serwisu Acela na szlaku Waszyngton-Boston

Amtrak – operator pociągów pasażerskich w Stanach Zjednoczonych, działający od 1 maja 1971. Nazwa pochodzi od połączenia słów American i track (tor).
Nominalnie jest zwykłym przedsiębiorstwem, oficjalnie zwanym National Railroad Passenger Corporation, jednak pakiet kontrolny jego akcji należy do amerykańskiego rządu federalnego. Pewna część akcji należy do tych regionalnych przedsiębiorstw kolejowych, które przekazały spółce swoje serwisy pasażerskie w momencie jej powstania.

## Działalność
Przedsiębiorstwo zostało stworzone by uratować amerykański system kolei pasażerskich przed likwidacją. W latach przed jego powstaniem rozwój transportu lotniczego i drogowego w Stanach Zjednoczonych drastycznie zmniejszył dochodowość dalekobieżnych pociągów pasażerskich, tak więc prywatne przedsiębiorstwa wolały przestawić się w całości na obsługiwanie dochodowych pociągów towarowych. Amtrak miał za zadanie przejąć przewozy pasażerskie od kolei prywatnych i utrzymać minimalny system kolei pasażerskich na całym obszarze Stanów Zjednoczonych.
Stworzony system jest dużo mniej rozwinięty niż systemy w Europie i w wielu innych częściach świata. Gęstość linii i częstotliwość kursowania pociągów jest niska. Pewnym wyjątkiem są połączenia na gęsto zaludnionym wschodnim wybrzeżu Stanów Zjednoczonych, w korytarzu Northeast Corridor Waszyngton – Nowy Jork – Boston. Na tym szlaku jeżdżą najnowocześniejsze pociągi Amtraku, składy dużych prędkości Acela. W 2005 r. ruch na tym szlaku był na kilka miesięcy zawieszony z powodu wykrycia pęknięć w hamulcach wagonów.
Nie wszystkie pociągi pasażerskie w USA są obsługiwane przez Amtrak – w gęsto zaludnionych częściach kraju i w okolicach dużych metropolii większa część przewozów pasażerskich obsługiwana jest przez przewoźników podległych miastom i hrabstwom.
W 2009 r. Amtrak zatrudniał około 18 tys. pracowników. Długość szlaków obsługiwanych przez pociągi wynosi 21 tys. mil (na torach będących własnością innych przedsiębiorstw kolejowych). System służy około 500 miejscowościom w 46 stanach, jak również pewnej liczbie miast w Kanadzie.
W roku fiskalnym 2016 Amtrak przewiózł rekordową liczbę 31,3 miliona pasażerów.
W okresie od października 2018 do 30 września 2019 Amtrak przewiózł 32,5 mln pasażerów (wzrost o 2,5%), całkowity przychód wyniósł 3,3 mld dolarów, zaś roczny operacyjny deficyt spadł aż o 83%. Nakłady inwestycyjne w wysokości 1,6 mld dolarów wzrosły o 9,4% w porównaniu do poprzedniego roku obrachunkowego.
Pandemia COVID-19 w 2020 spowodowała znaczny spadek liczby pasażerów, a w konsekwencji znaczny spadek przychodów ze sprzedaży. Konieczne było ograniczenie sieci połączeń, a także zwolnienie 2 tys. osób. Ponadto los kolejnych 2,4 tys. pracowników zależeć będzie od udzielenia przez Kongres pomocy finansowej w wysokości 2,8 mld USD.

### Połączenia
Amtrak obsługuje obecnie następujące połączenia kolejowe:
- Acela (Boston – Waszyngton)
- Adirondack(inne języki) (Montreal – Albany – Nowy Jork)
- Amtrak Cascades(inne języki) (Vancouver – Portland – Seattle – Eugene)
- Amtrak Hartford Line (New Haven – Springfield)
- Auto Train(inne języki) (Lorton – Sanford)
- Berkshire Flyer(inne języki) (Nowy Jork – Albany – Pittsfield)
- Blue Water(inne języki) (Chicago – Port Huron)
- California Zephyr (Chicago – San Francisco)
- Capitol Corridor(inne języki) (Auburn – Sacramento – San Jose)
- Capitol Limited(inne języki) (Chicago – Cleveland – Pittsburgh – Waszyngton)
- Cardinal (Chicago – Indianapolis – Cincinnati – Waszyngton – Nowy Jork)
- Carl Sandburg(inne języki) (Chicago – Quincy)
- Carolinian and Piedmont(inne języki) (Nowy Jork – Raleigh – Charlotte)
- City of New Orleans(inne języki) (Chicago – Nowy Orlean)
- Coast Starlight(inne języki) (Seattle – Sacramento – Oakland – Los Angeles)
- Crescent (Nowy Jork – Atlanta – Nowy Orlean)
- Downeaster(inne języki) (Portland – Boston – Brunswick)
- Empire Builder (Chicago – Portland / Seattle)
- Empire Service(inne języki) (Nowy Jork – Albany – Niagara Falls)
- Ethan Allen Express(inne języki) (Nowy Jork – Albany – Rutland)
- Heartland Flyer(inne języki) (Oklahoma City – Fort Worth)
- Hiawatha (Chicago – Milwaukee)
- Illini (Chicago – Carbondale)
- Illinois Zephyr(inne języki) (Chicago – Quincy)
- Keystone Service(inne języki) (Nowy Jork – Filadelfia – Harrisburg)
- Lake Shore Limited(inne języki) (Nowy Jork – Boston – Chicago)
- Lincoln Service Missouri River Runner (Chicago – Saint Louis – Kansas City)
- Maple Leaf (Nowy Jork – Toronto)
- Missouri River Runner(inne języki) (Saint Louis – Kansas City)
- Northeast Regional(inne języki) (Boston / Springfield – Nowy Jork – Waszyngton – Roanoke / Norfolk / Newport News)
- Pacific Surfliner(inne języki) (San Luis Obispo – Los Angeles – San Diego)
- Palmetto (Nowy Jork – Savannah)
- Pennsylvanian(inne języki) (Nowy Jork – Pittsburgh)
- Pere Marquette(inne języki) (Grand Rapids – Chicago)
- Saluki(inne języki) (Chicago – Carbondale)
- San Joaquins (Bakersfield – Oakland / Sacramento)
- Silver Meteor(inne języki) (Nowy Jork – Fayetteville – Miami)
- Silver Star(inne języki) (Nowy Jork – Raleigh – Tampa – Miami)
- Southwest Chief(inne języki) (Chicago – Los Angeles)
- Sunset Limited(inne języki) (Los Angeles – Nowy Orlean)
- Texas Eagle(inne języki) (Chicago – Dallas – San Antonio – Los Angeles)
- Valley Flyer(inne języki) (New Haven – Springfield – Greenfield)
- Vermonter(inne języki) (Waszyngton – St. Albans)
- Wolverine (Chicago – Detroit – Pontiac)